# 假小子
假小子，俗稱偽男、男人婆（英文：tomboy，在某些地方亦簡稱TB），是指表现出男性特有的典型角色或行为的女性。其典型行為，包括穿着男性化服饰，参与較耗費體力（而被認為男性化）的游戏和活动。